# 北上野本線料金所
北上野本線料金所（きたうえのほんせんりょうきんじょ）は、東京都台東区にある、首都高速道路1号上野線の銀座方面（上り線）に設置されている本線料金所である。入谷入口から流入した車両に対し料金を徴収する。

## 道路
- 首都高速1号上野線

## 料金所
- ブース数：3
  - ETC専用：2
  - 一般：1

## 隣
首都高速1号上野線
(183)上野出入口 - 北上野TB - (185)入谷出入口